# Wyspy Świętego Tomasza i Książęca na Letnich Igrzyskach Olimpijskich 2012
Wyspy Świętego Tomasza i Książęca na Letnich Igrzyskach Olimpijskich 2012, które odbyły się w Londynie, reprezentowało 2 zawodników.
Był to piąty start reprezentacji Wysp Świętego Tomasza i Książęcej na letnich igrzyskach olimpijskich.

## Reprezentanci

### Lekkoatletyka
Mężczyźni
| Zawodnik                  | Konkurencja | Eliminacje | Eliminacje | Ćwierćfinał | Ćwierćfinał | Półfinał | Półfinał | Finał | Finał   |
| Zawodnik                  | Konkurencja | Wynik      | Miejsce    | Wynik       | Miejsce     | Wynik    | Miejsce  | Wynik | Miejsce |
| ------------------------- | ----------- | ---------- | ---------- | ----------- | ----------- | -------- | -------- | ----- | ------- |
| Christopher Lima da Costa | 100 m       | 11,56      | 7.         |             |             |          |          |       |         |

Kobiety
| Zawodnik          | Konkurencja        | Eliminacje | Eliminacje | Półfinał | Półfinał | Finał | Finał   |
| Zawodnik          | Konkurencja        | Wynik      | Miejsce    | Wynik    | Miejsce  | Wynik | Miejsce |
| ----------------- | ------------------ | ---------- | ---------- | -------- | -------- | ----- | ------- |
| Lecabela Quaresma | 100 m przez płotki | 14,54      | 6.         |          |          |       |         |